# 東谷戸遺跡

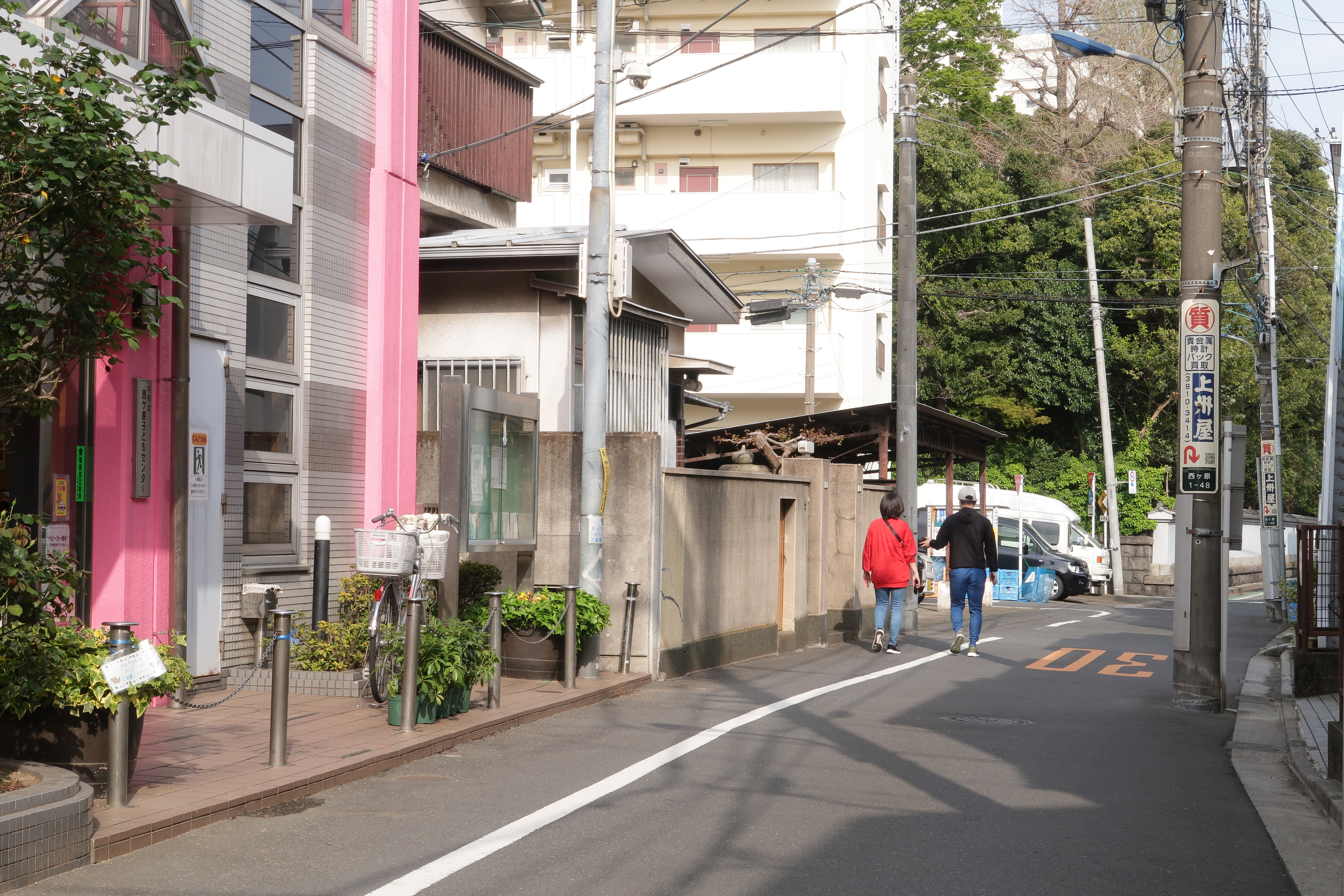
東谷戸遺跡 (西ケ原子どもセンター 前)

東谷戸遺跡（ひがしやといせき）は、東京都北区西ケ原にある縄文時代（早期・中期-後期）・弥生時代・近世にかけての複合遺跡。史跡指定はされていないが、出土した土偶が北区指定有形文化財に指定されている。

## 遺跡の発掘
石神井川、荒川、隅田川下流域南側の台地に立地する。東京都の埋蔵文化財包蔵地地図における遺跡の周知範囲には、旧古河庭園の敷地も含まれる。
1992年（平成4年）に西ヶ原東児童館（現:西ケ原子どもセンター）建設のため発掘調査された。現地で見学可能な資料はない。

## 交通
- JR 京浜東北線 上中里駅 徒歩8分
- 東京メトロ 南北線 王子駅 徒歩22分
- 東京メトロ 南北線、JR 山の手線  駒込駅 徒歩8分

## 主な遺構・遺物
- 縄文土器、打斧、磨斧、石鏃、石錘、石皿、磨石、敲石、土偶、陶器、板碑